# Zbaraž
Zbaraž (ukrajinsky i rusky Збараж; polsky Zbaraż) je město v Ternopilské oblasti na Ukrajině. Leží severovýchodně od Ternopilu na železniční trati z Ternopilu do Šepetivky a v roce 2013 v něm žilo čtrnáct tisíc obyvatel.

## Dějiny
V letech 1340–1569 patřil Zbaraž k Haličsko-volyňskému knížectví, Litevskému velkoknížectví, polskému království, pak byl v letech 1569–1772 součástí Volynského vojvodství v Republice obou národů. V roce 1649 zde došlo k obléhání Zbaraže Kozáky Bohdana Chmelnického, které umělecky zpracoval Henryk Sienkiewicz ve svém díle Ohněm a mečem. V letech 1772–1914 patřil k Haliči v habsburské monarchii.
Zbaraž byl pak krátce od listopadu 1918 do léta 1919 součástí nezávislé Západoukrajinské republiky před tím, než toto území obsadilo v roce 1920 Polsko.
Mezi první a druhou světovou válkou byl v letech 1920–1939 součástí druhé Polské republiky. Pak v letech 1939–1941 patřil k Ukrajinské sovětské socialistické republice, v letech 1941–1944 k německému Generálnímu gouvernementu a v letech 1944–1992 opět k ukrajinské SSR. Od roku 1992 je součástí samostatné Ukrajiny.

### Rodáci
- Ignacy Daszyński (1866–1936), polský politik a premiér
- Dmytro Kljačkivskyj (1911–1945), ukrajinský politik a plukovník Ukrajinské povstalecké armády
- Ivan Praško (1914–2001), biskup ukrajinské řeckokatolické církve
- Ida Finková (1921–2011), polsko-izraelská spisovatelka